# 札幌保健醫療大學
43°07′56.1″N 141°24′45.7″E / 43.132250°N 141.412694°E
札幌保健醫療大學（日语：札幌保健医療大学）是位於日本北海道札幌市東區的一所私立大學，2013年正式設立，目前擁有一個學部兩個學科。

## 沿革
- 2008年4月 - 開始計畫設立大學。
- 2010年4月 - 創立札幌保健醫療大學設置準備室。
- 2012年11月8日 - 獲得設置大學的正式許可。[1][2]
- 2013年4月 - 札幌保健醫療大學創校。
- 2017年4月 - 確立一個學部兩個學科的體制，保健醫療學部下轄看護學科及營養學科。[3]

## 基本資料

### 組織
- 保健醫療學部[4]
  - 看護學科
  - 營養學科

### 設施
校園擁有1號館、2號館、3號館、4號館、5號館
1號館
- 3F 講義室、研究室
- 2F 講義室、演習室、休息室、研究室
- 1F 圖書館、休息室

2號館
- 3F 看護實習室（兒童、母性）、看護實習室（高齢者）
- 2F 看護實習室（基礎、成人）
- 1F 休息室、情報處理室、自習室、演習室

3號館
- 3F 講義室
- 2F 食堂
- 1F 体育館、Seicomart（日语：セイコーマート）

4號館
- 3F 講義室、學生會室、休息室、多目的室、演習室
- 2F 講義室、看護實習室（在宅）、演習室、更衣室
- 1F 事務局、情報處理室、生涯支援室、健康管理室、學生相談室

5號館
- 3F 研究室、講義室、演習室、休息室
- 2F 臨床營養實習室、營養教育實習室、調理實習室、理化學實驗室、生化學實驗室、休息室
- 1F 研究室、主調理室、實習食堂、休息室

校舎構造
- 校舎敷地面積：11,232㎡
- 1號館床面積：4,266.36㎡
- 2號館床面積：2,153.07㎡
- 3號館床面積：1,672.01㎡
- 4號館床面積：3,656.30㎡
- 5號館床面積：3,140.38㎡

### 地址
- 札幌市東區中沼西（日语：中沼西）4条2丁目1番15号

### 交通
- 東豐線新道東車站轉乘北海道中央巴士（日语：北海道中央バス）丘珠北34条線於莫埃來團地停留所下車徒歩7分鐘

## 大學關係者
- 稻葉佳江（日语：稲葉佳江） - 校長、札幌醫科大學名譽教授。

## 外部連結
- 札幌保健医療大学 （页面存档备份，存于） （日語）